# Концерт для фортепиано с оркестром № 3 (Гласс)
Концерт для фортепиано с оркестром № 3 — сочинение американского композитора Филипа Гласса.
Создан в 2017 году для пианистки Симоны Диннерштейн и бостонского камерного оркестра без дирижёра A Far Cry. 22 сентября 2017 года они впервые исполнили произведение в зале Джордан-холл Консерватории Новой Англии, а через несколько дней осуществили первую студийную запись.

## Описание
Первая часть построена на противопоставлении делений такта на четыре равных длительности (в основном в мелодии) и на шесть (в основном в аккомпанементе).
Несмотря на обычное для концерта трёхчастное строение, вторая часть не выделяется как традиционный медленный эпизод: темпы и фактура в ней близки к первой части, но существенно отличается ритмика. Неоднократно используются пятидольный размер и излюбленный Глассом ритмический рисунок «четверть с точкой — четверть с точкой — четверть — четверть». Оканчивается средняя часть сольной каденцией фортепиано.
Третья часть посвящена эстонскому композитору-минималисту Арво Пярту. В ней особенно обильно применяются характерные для минималистов повторения музыкального материала (репризы), так что, хотя в партитуре концерта эта часть занимает наименьший объём, по звучанию она — самая длинная. Она наиболее умиротворённая по характеру и наименее ритмически сложная: целиком в размере 4
4, полностью отсутствуют часто встречавшиеся в первых двух частях триоли.
Общее время звучания концерта — около 33—34 минут.

## Состав оркестра
- Фортепиано соло.
- Первые и вторые скрипки, альты, виолончели, контрабасы.